# Gerontha melanopalpalis
Gerontha melanopalpalis är en fjärilsart som beskrevs av Sigeru Moriuti 1989. Gerontha melanopalpalis ingår i släktet Gerontha och familjen äkta malar. Inga underarter finns listade i Catalogue of Life.